# Peter Krug (Baumeister)
Peter Krug (* um 1550 wohl in Worms; † 1598 wohl in Wien) war ein deutsch-österreichischer Architekt und Steinmetz und ab 1590 Dombaumeister des Wiener Stephansdoms.
Peter Krugs erste Aufgabe am Stephansdom wurde die 1590 durch ein Erdbeben nötig gewordene Reparatur der Helmspitze des südlichen Hochturms, die er unter Beteiligung des Stadtuhrmachermeisters Hans Ofner durchführte. Desgleichen wurde durch ihn 1596 das gleichfalls erdbebengeschädigte Primglöckleintor des Nordturms erneuert und mit vier Statuen besetzt. Es folgte 1597 die Ausbesserung des Turmaufsatzes von Hans Saphoy auf dem nördlichen Adlerturm.